# غران سانيسبري (كيبك)
غران سانيسبري (بالإنجليزية: Grand-Saint-Esprit, Quebec)‏ هي بلدية محلية في كيبيك تقع في كندا في Nicolet-Yamaska Regional County Municipality. يقدر عدد سكانها بـ 471 نسمة ومساحتها 27.20 كم2 .